# ووگرزین
ووگرزین (به آلمانی: Woggersin) یک شهر در آلمان است که در مکلنبورگیشه زنپلاته واقع شده‌است. ووگرزین ۵۵۹ نفر جمعیت دارد.